# 서대문구 을
서울 서대문구 을은 대한민국의 국회의원 선거구이다. 서울특별시 서대문구 일부 지역을 관할한다. 현 지역구 국회의원은 더불어민주당의 김영호이다.

## 역사
제13대 국회의원 선거를 앞두고 서대문구·은평구 선거구에서 독립되면서 신설되었다. 신설 당시 홍은동, 북가좌동, 남가좌동이 서대문구 을으로 명명되었으며 나머지 지역인 충정로동, 천연동, 현저동, 북아현동, 대신동, 창천동, 연희동, 홍제동은 서대문구 갑이 되었다. 
이후 수차례의 행정동 통합을 거쳐 2012년 제19대 총선부터 지금의 관할 구역을 이루었다.

## 관할 구역
| 대수        | 관할 구역                                                                                             |
| ----------- | --- |
| 13대 ~ 18대 | 서대문구 홍제3동, 홍은제1동, 홍은제2동, 홍은제3동, 남가좌제1동, 남가좌제2동, 북가좌제1동, 북가좌제2동 |
| 19대 ~ 현재 | 서대문구 홍제3동, 홍은제1동, 홍은제2동, 남가좌제1동, 남가좌제2동, 북가좌제1동, 북가좌제2동            |

## 역대 국회의원
| 선거   | 정당 | 정당           | 의원   |
| ------ | ---- | -------------- | ------ |
| 1988년 |      | 평화민주당     | 임춘원 |
| 1992년 |      | 민주당         | 임춘원 |
| 1996년 |      | 새정치국민회의 | 장재식 |
| 2000년 |      | 새천년민주당   | 장재식 |
| 2004년 |      | 한나라당       | 정두언 |
| 2008년 |      | 한나라당       | 정두언 |
| 2012년 |      | 새누리당       | 정두언 |
| 2016년 |      | 더불어민주당   | 김영호 |
| 2020년 |      | 더불어민주당   | 김영호 |
| 2024년 |      | 더불어민주당   | 김영호 |

## 역대 선거 결과

### 대한민국 제13대 국회의원 선거
|  | 38.43% |

|  | 26.45% |

|  | 24.50% |

|  | 7.90% |

|  | 2.70% |

### 대한민국 제14대 국회의원 선거
|  | 42.86% |

|  | 39.03% |

|  | 18.09% |

### 대한민국 제15대 국회의원 선거
|  | 39.55% |

|  | 32.11% |

|  | 15.30% |

|  | 10.06% |

|  | 2.27% |

|  | 0.69% |

### 대한민국 제16대 국회의원 선거
|  | 46.74% |

|  | 42.67% |

|  | 3.58% |

|  | 3.43% |

|  | 2.36% |

|  | 1.19% |

### 대한민국 제17대 국회의원 선거
|  | 45.58% |

|  | 43.57% |

|  | 5.62% |

|  | 4.63% |

|  | 0.57% |

### 대한민국 제18대 국회의원 선거
|  | 59.07% |

|  | 32.08% |

|  | 7.07% |

|  | 1.76% |

### 대한민국 제19대 국회의원 선거
|  | 49.38% |

|  | 48.51% |

|  | 1.12% |

|  | 0.97% |

### 대한민국 제20대 국회의원 선거
|  | 48.90% |

|  | 39.86% |

|  | 11.22% |

### 대한민국 제21대 국회의원 선거
|  | 61.33% |

|  | 37.69% |

|  | 0.96% |

### 대한민국 제22대 국회의원 선거
|  | 57.62% |

|  | 42.37% |